# Fodor György (levéltáros)
Fodor György (Nagydobos, 1836 – Szatmárnémeti, ?) levéltáros.

## Élete
Fodor György 1836-ban született a Szatmár vármegyei Nagydoboson, már 35 éves korában, 1881-ben Szatmár város levéltárnoka lett.
Cikkei a helyi és a fővárosi lapokban jelentek meg. Megírta Szatmár városának színészet történetét.
A Debrecenben megjelenő "Város" című lapban a közigazgatás és a vidéki levéltárak kezelése érdekében több cikket is írt.  A több mint száz évet megért és időközben lerombolt törvényszéki épület (régi városháza) történetéről írt művét az épület helyére épült Pannónia szálló alapkövébe falazták be.